# Альфонс Лихтенштейнский
Альфонс Константин Мария Лихтенштейнский, граф Ритберг (нем. Alfons Constantin Maria von und zu Liechtenstein, род. 18 мая 2001, Лондон, Великобритания) ― Представитель дома Лихтенштейнов. Единственный сын Максимилиана Лихтенштейнского и его жены Анжелы Браун. Является первым чернокожим принцем в Европе.

## Биография
Альфонс родился 18 мая 2001 года, в Лондоне. Его родителями являются Максимилиан Лихтенштейнский (род. 1969) и его жены Анжелы Браун (род. 1958). Максимилиан является вторым сыном Ханса-Адама II, нынешнего князя Лихтенштейна. Занимает 6 место в линии наследования трона Лихтенштейна, после наследного принца Алоиза, его трёх сыновей и своего отца. Альфонс является одним из двух чернокожих принцев в Европе, из-за происхождения матери. Вторым является внебрачный сын князя Монако, Альбера II, Александр Гримальди (род. 2003).
Изначально он учился в Международную школу Мюнхена. В Мюнхене он провел большую часть своего детства. Затем учился в колледже Веллингтона, который окончил в 2019 году.
Сейчас учится в университете Джорджтауна, где изучает право.
Принц увлекается верховой ездой, футболом, баскетболом и лыжами. Он свободно говорит на английском, немецком и испанском языках.